# Resident Evil Outbreak: File 2
Resident Evil Outbreak: File #2 (укр. Оселя Зла: Епідемія: Файл #2) — відеогра в жанрі survival horror, розроблена та видана японською компанією Capcom з підтримкою мережевої гри для PlayStation 2. Гра є продовженням Resident Evil Outbreak і завершальною частиною серії спін-оффів. Вона вийшла 9 вересня 2004 року в Японії, 26 квітня 2005 року в Північній Америці та 26 серпня 2005 року в регіонах PAL.
Після успіху Outbreak в Японії, восени 2004 року Capcom анонсувала продовження гри. Дія гри розгортається в заселеному зомбі Раккун-Сіті із всіма тими ж персонажми, які були у попередній частині, а також п'ятьма новими сценаріями.
Після релізу File #2 підтримував роботу мережевих серверів для мультиплеєра, але в березні 2007 року всі сервери були закриті. 1 січня 2014 року альтернативні фанатські сервери відновили мультиплеєр, разом з новими функціями на серверах, такими як списки банів та таблиці лідерів.

## Ігровий процес

### Сценарії
Починаючи гру, гравець обирає сценарій, рівень складності та персонажа. Кожен рівень складності передбачає зміну ворогів та предметів, з якими гравець стикається в процесі проходження. У грі є п'ять сценаріїв: «Дикі створіння» (англ. Wild Things), «Підчерев'я» (англ. Underbelly), «Спогад» (англ. Flashback), «Відчайдушні часи» (англ. Desperate Times) та «Кінець дороги» (англ. End of the Road). Існує два бонусних сценарії, «Знищення» (англ. Elimination) та «Сутичка» (англ. Showdown), розроблені для тренувань, щоб покращити рівень майстерності гравця.
Кожен сценарій має перелік етапів, які гравець повинен виконати, щоб досягти 100% проходження. На 100% гравець розблоковує «Режим безкінечності» (англ. Infinity Mode), в якому зброя гравця ніколи не ламається і не закінчуються боєприпаси.
У кожному сценарії є особливі, або ж «SP» предмети. Це випадково згенеровані невидимі предмети, заховані по всіх точках локацій. Для кожного сценарію є по двадцять SP предметів, а також двадцять предметів, унікальних для кожного персонажа, захованих у всіх п'яти сценаріях. Якщо їх здобути, вони відкривають нові костюми та можливість прослухати репліки персонажа.
Гра підтримує можливість перенесення збережень, завдяки чому придбані костюми у файлі збереження можуть бути перенесені до Outbreak або File #2.

### Керування
Замість використання голосового або текстового чату, гравці використовують систему командних фраз, котра містить десять ключових команд. Гравець може вибирати і запитувати предмети з інвентарю свого партнера по команді, або ж попросити його самого використати відповідний предмет.
Сиквел також додає новий режим складності, «Кошмарний режим» (англ. Nightmare Mode), який змінює баланс гри, вносячи деякі зміни в попередню систему пошкоджень. У грі також додано можливість руху і стрільби персонажа гравця одночасно.

### Регіональні відмінності
У північноамериканській версії гри було вилучено систему командних фраз з першої гри; персонажі починали говорити лише тоді, коли гравець до когось звертався. Японська версія містить повне озвучення, тоді як європейська версія включає озвучку, але позбавлена тексту.
Японська версія містить японські субтитри для катсцен, але, як і в попередніх іграх серії, персонажі продовжують говорити англійською мовою. Через різноманітність персонажів це може призвести до виникнення незв'язності, коли в деяких ситуаціях японські субтитри читаються так, ніби всі персонажі кажуть одне й те саме.

### Багатокористувацький режим
31 березня 2007 року Capcom закрила свої PAL та NTSC сервери для File #2. Мультиплеєр в File #2 був значно покращений порівняно з мультиплеєрним режимом в Outbreak. У ній з'явилася нова система лобі, система ігрових подій, а також більше опцій та режимів гри.
З квітня до кінця травня 2005 року Capcom проводила івенти, спонсорами яких були різні ігрові видання. Сюди входили заходи від PlayStation Magazine, Electronic Gaming Monthly та багатьох інших. За перемогу в них гравці отримували персонажів і костюми. Після завершення всіх спонсорських івентів Capcom запустила два повторюваних івенти: івент з бонусами та полювання на SP-предмети.
Система лобі була оновлена і тепер включає десять зон з різними опціями в кожній з них; однак ця зміна ускладнила процес приєднання до друзів. Для того, щоб приєднатися до друга в їхній поточній грі, гравець повинен був увійти в меню, щоб знайти його ім'я, потім вийти з цього меню, вибрати зону, в якій він знаходиться, і знайти гру. Це меню не вказувало на кількість гравців у грі на момент пошуку, тобто лобі могло бути заповнене до того, як гравець приєднається до нього.
У самій грі або перейшовши за посиланням на офіційній сторінці продажів Capcom на їхньому американському сайті, гравці могли переглянути свою позицію в рейтингових таблицях.

## Сюжет
Історія Resident Evil Outbreak: File #2 розповідається через серію з п'яти сценаріїв, хоча точна послідовність сценаріїв залишається неясною.
Перший сценарій — «Дикі створіння» (англ. Wild Things), в якому Сінді Леннокс веде решту вцілілих до зоопарку міста Раккун-Сіті в надії дістатися до рятувального гелікоптера на протилежній стороні. Протягом усього сценарію гравців переслідує безліч тварин, інфікованих вірусом, найнебезпечнішим з яких є зомбований слон Оскар, який слідує за гравцями від зони до зони, поки його не замкнуть на сцені для слонів або не вб'ють гравці. Якщо гравці дійдуть до Front Plaza, не вбивши і не замкнувши його, він стане босом; в іншому випадку босом стане зомбований лев Макс. Як тільки гравці досягають кінця сцени і сідають у трамвай, він зупиняється, а на екрані з'являється рятувальний гелікоптер, що горить вдалині, з пілотом, який помирає від отриманих поранень.
Другий сценарій, «Підчерев'я» (англ. Underbelly), розповідає про прибуття гравців на станцію метро та їхню спробу втекти з міста на одному з потягів метрополітену. Однак перед тим, як вони встигають виїхати, інший потяг наїжджає на купу уламків і вибухає, пробуджуючи «Гігаукус», величезну блоху, з якою гравці пізніше битимуться в кінці сценарію. Щоб розпочати цю битву, одного з гравців викрадає Гігаукус під час очікування на відправлення поїзда. Після перемоги над босом, якщо гравці не встигають вчасно повернутися до поїзда, вони повинні знайти альтернативний вихід через вежу підстанції, а саме через вентиляційну шахту.
У третьому сценарії, «Спогад» (англ. Flashback), Аліса Ешкрофт приводить вцілілих до хатини в лісі, де їх зустрічає Альберт Лестер (також відомий як Ал), який обіцяє відвести їх до сусіднього міста. Загадковим чином він зникає, як тільки гравці досягають мосту, що веде до покинутої лікарні. Існує два різних шляхи, залежно від того, що робить гравець:
- Через 15 хвилин міст зруйнується, перекривши прохід. Повернувшись до хатини, гравець зустрічає поранену жінку на ім'я Рейган, яка пояснює, що її донька Люсі загубилася десь у лісі. Рейган віддає гравцеві Кулон Люсі, який, за її словами, полегшить довіру Люсі до вас. Коли ви повернетесь до лісу, позиція ворогів зміниться. Якщо гравець врятує Люсі, яку можна знайти на березі, вона дасть вам нагороду. Згодом Рейган скаже гравцеві, що є ще один міст, який виведе його з лісу.

- Коли гравець потрапляє до лікарні, його переслідує чоловік у масці з сокирою в руках протягом усього сценарію. Гравці повинні вбивати гігантські рослини, що заполонили будівлю лікарні, впорскуючи в них сироватку за допомогою шприца. Фінальним босом є ядро рослини, яке пізніше виявляється під контролем інфікованої Дороті, дружини Ала, над якою проводили експерименти в лікарні. У фіналі показано, що Ал приводив людей до лікарні, щоб вбивати їх, аби нагодувати свою дружину в її рослинній формі. Якщо гравець проходить рівень за Алісу, у нього буде кілька спалахів спогадів у різних точках сценарію, як Аліса та її подруга, яка загинула від рук зомбованої Дороті, колись досліджували лікарняну етику багато років тому. Гравець також може отримати різні кінцівки залежно від того, скільки файлів він зібрав у лікарні.

У четвертому сценарії, «Відчайдушні часи» (англ. Desperate Times), гравці опиняються в поліцейському відділку Раккун-Сіті, де вони мусять захищатися від зомбі, які кишать за межами відділку. Знайшовши кілька плит, гравці відкривають таємний прохід, яким одна з копів, Рита, може пройти і знайти допомогу. Перш ніж вона встигає повернутися, зомбі прориваються крізь ворота поліцейського відділку, і гравці повинні перемогти певну кількість (залежно від обраної складності) з них, щоб завершити сценарій. Гравці змушені залишити поліцейського Марвіна позаду, коли вони їдуть, а він замикається в кімнаті (де його пізніше знайшов головний герой в Resident Evil 2).
У заключному сценарії, «Кінець дороги» (англ. End of the Road), Девід Кінг приводить вцілілих до лабораторії Амбрелли, де їх зустрічають двоє вчених, Лінда і Картер, які повернулися, щоб забрати ліки. Перш ніж вони встигають піти, лунає сигнал тривоги, і вихід закриває засув, який вчені не в змозі відкрити. Лабораторія кишить мисливцями, від яких Картер відбивається, пробуджуючи Тирана, щоб той бився за нього. Однак, коли група збирається виходити, Тиран нападає на гравців, вбиваючи Картера і скидаючи Лінду з обриву. Потім Тиран переслідує гравців до кінця сценарію. Гравці спускаються в каналізацію під лабораторією, де знаходять Лінду живою. Залежно від того, вбили гравці Тирана чи ні, їх або змиває каналізацією разом з Ліндою, або вони залишаються, щоб самотужки дістатися до верхніх рівнів. Незалежно від цього, гравці зустрічають мутованого Тирана на вулицях міста. Гравцям випадає шанс врятувати Лінду, в яку стріляє снайпер (який також стріляє і в гравців), і яку гравець повинен провести до кінця етапу. Вони можуть втекти на вантажівці, але перед цим повинні перемогти Нікса, фінального боса, або на гелікоптері, без бою з фінальним босом. Існує чотири різні кінцівки:
- «Злетіти подалі з Ліндою» (англ. Up and Away with Linda) можна отримати, якщо втекти з міста на гелікоптері разом з Ліндою;
- «Злетіти подалі» (англ. Up and Away) можна отримати, якщо втекти з міста на гелікоптері, але дати Лінді померти по дорозі або не знайти її;
- «Бігти як Лінда» (англ. Run Like the Linda) можна отримати, тікаючи з міста на вантажівці разом з Ліндою;
- «Бігти як вітер» (англ. Run Like the Wind) можна отримати, якщо втекти з міста на вантажівці, але дати Лінді померти по дорозі або не знайти її.

Отримавши першу або третю кінцівку, гравець отримує хорошу кінцівку та епілог для вибраного персонажа, а отримавши другу або четверту кінцівку — навпаки.

## Розробка та випуск
Гра розроблялася Capcom Production Studio 1 протягом одного року. Хоча графіка не надто відрізнялася від попередньої частини, елементи геймплею та онлайн-функцій були перероблені.
Було обрано п'ять сценаріїв: «Дикі створіння», «Підчерев'я», «Спогад», «Відчайдушні часи» та «Кінець дороги». На відміну від сценаріїв, випущених у Outbreak, сценарії, випущені у File #2, значною мірою використовували розгалуження сюжету, дозволяючи гравцям отримати різні кінцівки залежно від ігрового процесу. У випадку «Підчерев'я» гравець міг не встигнути на потяг метро, що вирушав, і покинути станцію через вентиляційну шахту. У випадку «Спогаду» різні кінцівки залежали від того, чи зібрав гравець певні файли в лікарні, чи ні, і він навіть міг завершити сценарій, так і не дійшовши до неї.
22 вересня, через тиждень після релізу File #2, на порталах новин з'явилася інформація про те, що Capcom зазнає фінансових труднощів, а видання посилаються на 91 000 проданих копій гри в Японії, що набагато менше, ніж очікувала компанія. Було додано можливість вести вогонь і стріляти одночасно. Також було зменшено час завантаження. Гра вийшла 9 вересня 2004 року в Японії та 26 квітня 2005 року в Північній Америці.

## Сприйняття
| Агрегатор    | Оцінка |
| ------------ | ------ |
| GameRankings | 63%    |
| Metacritic   | 58/100 |

| Видання     | Оцінка |
| ----------- | ------ |
| 1Up.com     | D−     |
| GameSpot    | 6.6/10 |
| GameSpy     | [ 8 ]  |
| GamesRadar+ | [ 9 ]  |
| IGN         | 6.5/10 |

Resident Evil Outbreak: File #2 отримала змішані відгуки. Згідно з оцінкою агрегатора рецензій Metacritic, гра отримала загальну оцінку 58/100, а на GameRankings — 63%.